# Saint-Estève-Janson
Saint-Estève-Janson är en kommun i departementet Bouches-du-Rhône i regionen Provence-Alpes-Côte d'Azur i sydöstra Frankrike. Kommunen ligger  i kantonen Lambesc som ligger i arrondissementet Aix-en-Provence. År 2022 hade Saint-Estève-Janson 364 invånare.

## Befolkningsutveckling
Antalet invånare i kommunen Saint-Estève-Janson
Referens:INSEE